# Пенгре, Александр Ги
Александр Ги Пенгре (фр. Alexandre Guy Pingré, 11 сентября 1711 Париж — 1 мая 1796) — французский астроном, священник и морской географ.

## Биография
Пенгре родился в Париже, Франция, и получил образование в католическом колледже в Санлисе, где в 1735 году стал профессором теологии. Активно интересовался астрономией, и в 1749 году стал профессором недавно основанной академии Руана. Впоследствии он стал библиотекарем Аббатства Святой Женевьевы, канцлером и ректором Парижского университета. В аббатстве Пенгре построил обсерваторию, где работал в течение сорока лет.
Из-за слабого зрения наблюдательные возможности Пенгре были ограничены, но он заслужил репутацию как прекрасный математик. Впервые обратил на себя внимание, когда обнаружил у Лакайля ошибку в четыре минуты в расчётах времени лунного затмения 1749 года. После наблюдения прохождения Меркурия по диску Солнца он был выбран Член-корреспондентом Французской Академии наук. В 1757 году заинтересовался кометами и опубликовал большое исследование, посвящённое их теории и истории наблюдений.
Пенгре опубликовал морской альманах, основанный на работе Лемонье, и содержащий лунные таблицы. Во время прохождения Венеры по диску Солнца в 1761 году Пенгре участвовал в одной из трех наблюдательнымх экспедиций, организованных Академией, которая отправилась на остров Родригес около Мадагаскара.
В 1767 году вместе Мессье он испытывал в Балтийском море морские хронометры. Двумя годами позже присоединился к успешной экспедиции на Гаити для наблюдения прохождения Венеры по диску Солнца в 1769 году.
В 1771 году вместе с Борда участвовал в морских испытаниях фрегата La Flore.
В честь Пенгре названы:
- Кратер на Луне
- Астероид 12719 Pingré